# Saccorhytus
Saccorhytus es un género extinto de animales deuteróstomos, que vivió hace aproximadamente 540 millones de años, en el período Cámbrico. Incluye solo una especie, Saccorhytus coronarius. En la actualidad es la especie de deuteróstomo más antigua conocida. Sus fósiles podrían ayudar a comprender la evolución temprana de los deuteróstomos, clado animal que incluye a los vertebrados.
Los fósiles de esta especie fueron descubiertos por primera vez en la provincia china de Shaanxi, por un equipo de científicos del Reino Unido, China y Alemania. Los resultados de la investigación fueron publicados en enero de 2017.

## Características
Los fósiles de Saccorhytus miden aproximadamente un milímetro y se caracterizan por tener un cuerpo globular o semiesférico. También tienen una boca prominente. Su cuerpo está cubierto por una piel delgada y flexible, y por músculos. A raíz de lo anterior, se piensa que se movían contrayendo los músculos y que se trasladaban retorciéndose. Poseen simetría bilateral.
Los investigadores no han encontrado evidencias sobre la presencia de un ano en esta especie, así se cree que esta criatura se alimentaba y excretaba por el mismo orificio. Si bien se piensa que los Saccorhytus presentaban poros de forma redondeada, los científicos concluyeron que sus características anatómicas son diferentes de las de los ojos.